# Dolina Śmierci (Beskid Niski)
Dolina Śmierci – fragment doliny rzeki Iwielki (lub Iwełki, Iwelki) pomiędzy szczytami Dania i Chyrowa, w pobliżu wsi Chyrowa, Iwla oraz Głojsce w województwie podkarpackim.
W dniach 11–14 września 1944, w trakcie operacji dukielsko-preszowskiej, toczyły się w tym rejonie ciężkie walki pomiędzy oddziałami pancernymi Armii Czerwonej i Wehrmachtu. Straty po obu stronach sięgnęły dziesiątek tysięcy zabitych i rannych, a ślady po bitwie widoczne były w terenie jeszcze wiele lat po wojnie. W związku z tym miejscowa ludność nazwała to miejsce Doliną Śmierci. Nazwa ta przyjęła się w kartografii i historiografii.
Dolina Śmierci to głęboka dolina V-kształtna, w którą wciśnięte są pojedyncze wsie, otoczone lasami. Ukształtowanie terenu tylko pogłębiało trudności i straty jednostek pancernych, które musiały walczyć w takich warunkach, próbując przedrzeć się w tym miejscu przez łańcuch Karpat lub bronić przed ostrzałem.
Nazwa Dolina Śmierci bywa niekiedy niesłusznie używana jako określenie terenu całej operacji dukielsko-preszowskiej. W rzeczywistości obszar działań w czasie operacji był o wiele większy i wykraczał poza dolinę Iwelki.
Słowacy pojęciem Dolina Śmierci (słow. údolie smrti) określają jeden z rejonów po przeciwnej stronie Przełęczy Dukielskiej, dolinę wsi Kapišová (słow. údolie Kapišovky) w pobliżu Svidníka, gdzie również toczyły się ciężkie walki jeszcze pod koniec października 1944 roku.